# Метрополійна територія

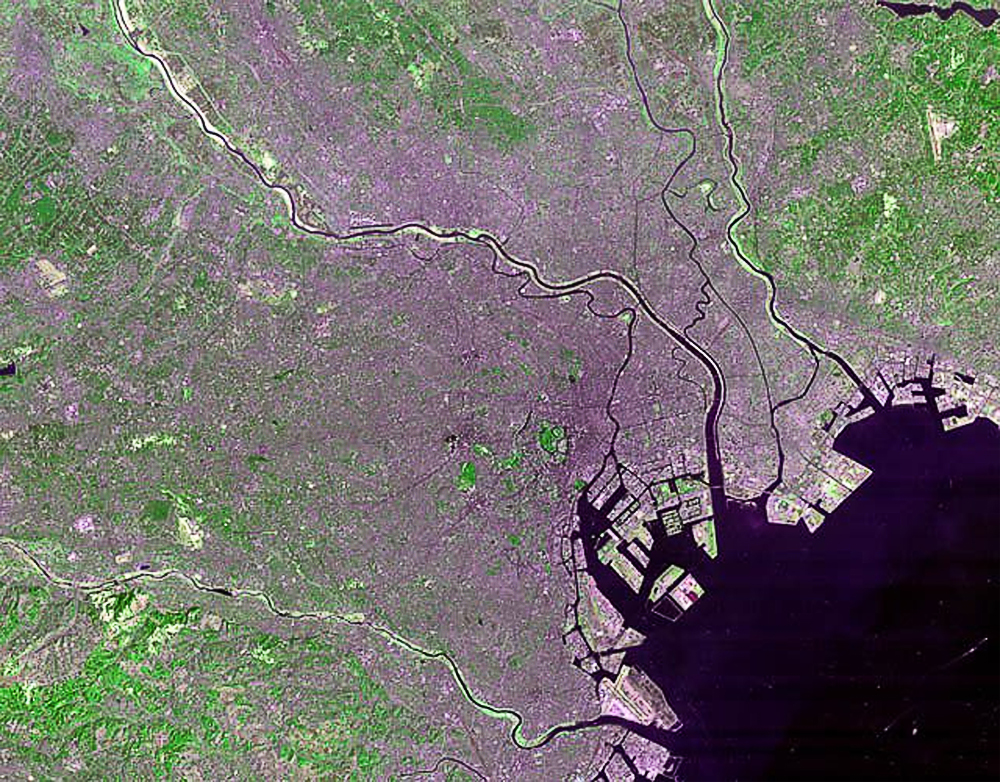
Токіо

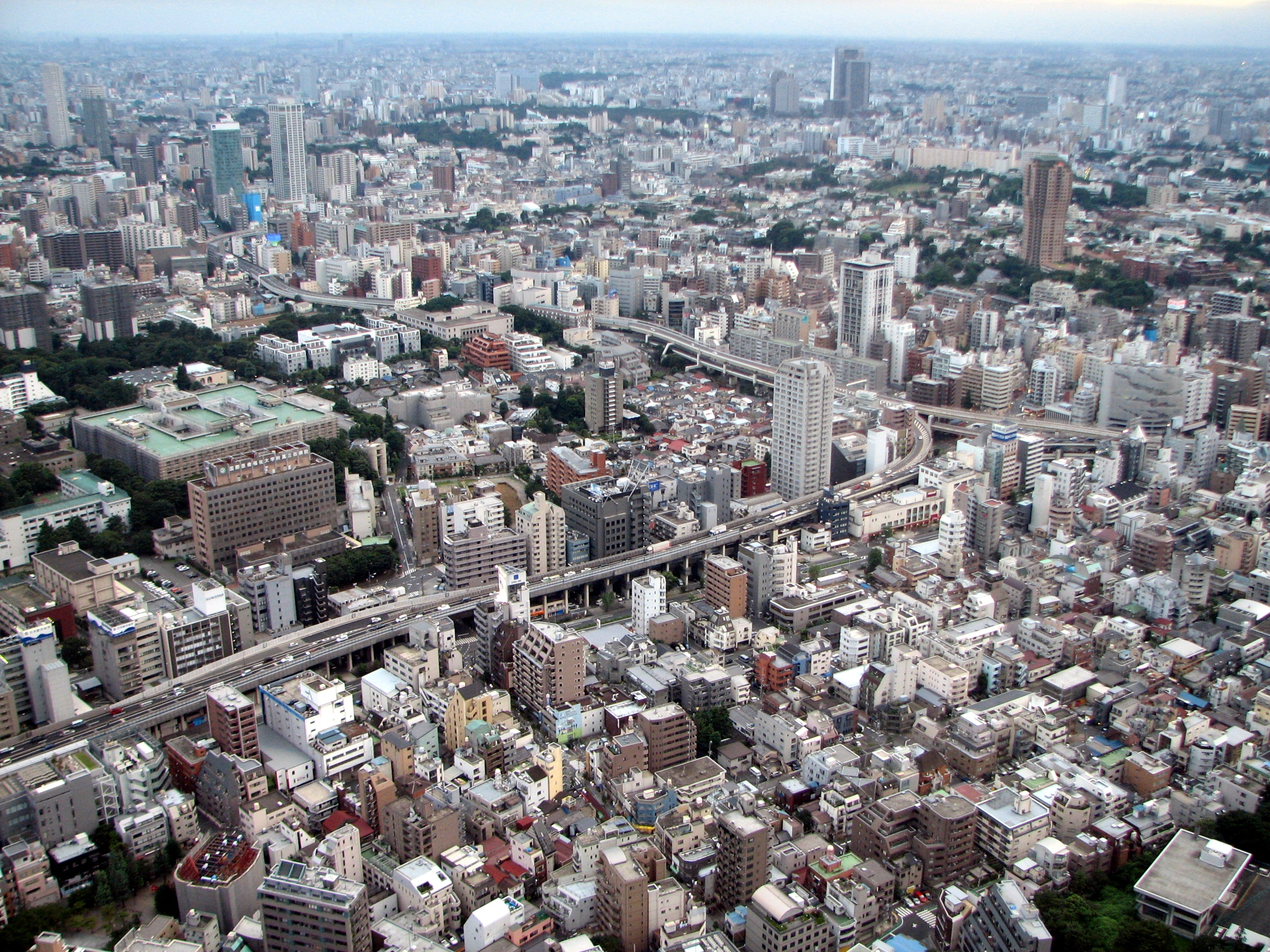
Густонаселена метрополійна територія (Західне Токіо)

Метрополійна територія чи метрополійна область, також конурбація (англ. metropolitan area) — густонаселена територія, до якої входять міська агломерація та менш урбанізовані навколишні райони з розвиненою промисловістю, інфраструктурою та значним житловим фондом, населення яких пов'язане з містом-ядром трудовими міграціями.
У США носить назву метрополійного статистичного ареалу, яка використовується зі статистичною метою. В ЄС з цією метою використовується близьке поняття — велика урбанізована зона (англ. Larger urban zone). До найбільших метрополійних областей Європи в 2009 році відносили Москву (15,2 млн мешканців), Лондон (12,9 млн мешканців) і Рейнсько-Рурський регіон (11,5 млн мешканців).